# Gov't Mule

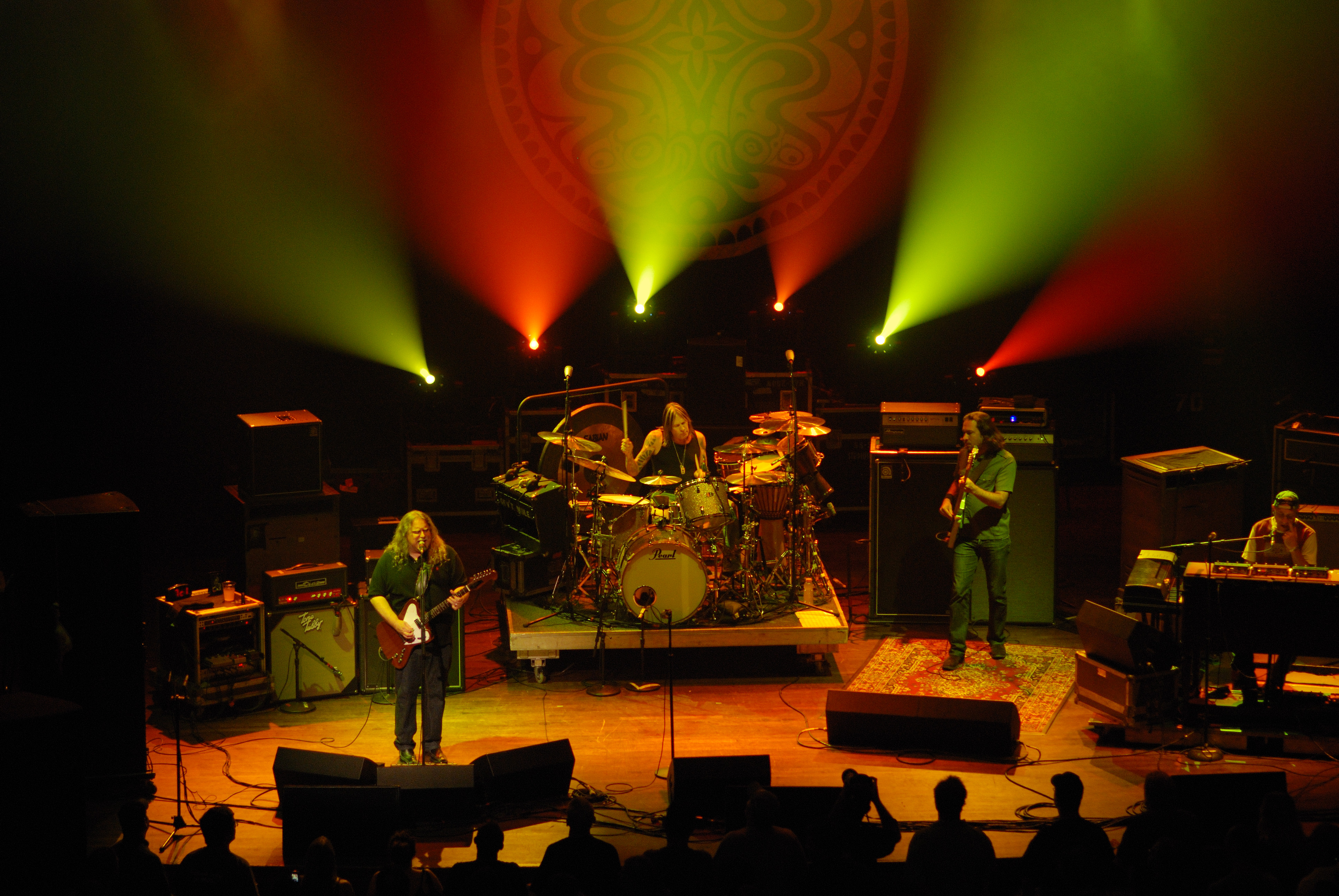
Gov't Mule in 2008

Gov't Mule is een Amerikaanse southern-blues-rockband die vooral bekendstaat om zijn livereputatie.

## Biografie
Gov't Mule werd in 1994 opgericht door Warren Haynes en Allen Woody. Zij spelen dan al samen in de bekende southern-rockband The Allman Brothers. Het muzikale project, dat naast Haynes en Woody bestaat uit drummer Matt Abts, wordt Gov't Mule genoemd, naar het gegeven dat in sommige arme landen de boeren ter ondersteuning van de regering een ezel krijgen om te helpen het land te bewerken: een zogenoemde "Government-Mule".
Er verschijnen met grote regelmaat studioalbums van de band, allen worden zowel door critici als fans positief ontvangen. De grote kracht van de band schuilt echter vooral in de liveperformance, wat te horen is op de livealbums, die de band uitbrengt. Waar op de albums de vrijheid van Haynes nog ingeperkt wordt, gaat de band zich op het podium regelmatig te buiten aan lange solo's, sessies met gastmuzikanten en jamversies van covers en eigen materiaal. Nummers van 4 minuten worden soms uitgesponnen tot versies van meer dan een kwartier.
Op 26 augustus 2000 werd bassist en bandlid van het eerste uur Woody dood op zijn hotelkamer gevonden. Een grote klap voor de band, die uiteindelijk toch besloot om door te gaan. Tijdens de eerst volgende tours en het dubbelluik The deep end, wordt Woody vervangen door diverse invalkrachten, waaronder Red Hot Chili Pepper Flea en funkbassist Bootsy Collins. In 2003 verschijnt het album Déjà voodoo, waarop de bezetting is aangesterkt met een nieuwe vaste bassist Andy Hess, en toetsenist Danny Louis. Op 16 september 2013 kwam het dubbelalbum Shout! uit. Beide schijven bevatten dezelfde nummers, maar ze worden door andere zangers gezongen.

## Bezetting
- Warren Haynes - zang, gitaar
- Allen Woody - basgitaar (1994-2000)
- Matt Abts - drums
- Andy Hess - basgitaar (2003-2009)
- Danny Louis - toetsen (2003-heden)
- Jorgen Carlsson - basgitaar (2009-heden)

## Discografie

### Albums
| Album met eventuele hitnotering(en) in de Nederlandse Album Top 100 | Datum van verschijnen | Datum van binnenkomst | Hoogste positie | Aantal weken | Opmerkingen                                  |
| ------------------------------------------------------------------- | --------------------- | --------------------- | --------------- | ------------ | -------------------------------------------- |
| Gov't Mule                                                          | 1995                  |                       |                 |              |                                              |
| Live at Roseland Ballroom                                           | 1996                  |                       |                 |              | livealbum                                    |
| Dose                                                                | 1998                  |                       |                 |              |                                              |
| Live...with a little help from our friends                          | 1999                  |                       |                 |              | livealbum                                    |
| Life before insanity                                                | 2000                  |                       |                 |              |                                              |
| The deep end vol. 1                                                 | 2001                  |                       |                 |              |                                              |
| The deep end vol. 2                                                 | 2002                  |                       |                 |              |                                              |
| The deepest end, live in concert                                    | 2003                  |                       |                 |              | livealbum                                    |
| Déjà voodoo                                                         | 2004                  |                       |                 |              |                                              |
| High & mighty                                                       | 2006                  |                       |                 |              |                                              |
| Mighty High                                                         | 2007                  |                       |                 |              |                                              |
| By A Thread                                                         | 2009                  |                       |                 |              |                                              |
| Mullenium                                                           | 2010                  |                       |                 |              | livealbum                                    |
| Shout!                                                              | 2013                  | 16-09-2013            |                 |              | dubbelalbum (zelfde nummers, andere zangers) |
| Dark side of the Mule                                               | 2014                  |                       |                 |              | livealbum                                    |
| Sco.Mule                                                            | 2015                  |                       |                 |              | Featuring John Scofield                      |
| Revolution come...Revolution go                                     | 2017                  |                       |                 |              |                                              |
| Heavy Load Blues                                                    | 2021                  |                       |                 |              |                                              |
| Peace... Like a River                                               | 2023                  |                       |                 |              |                                              |